# Теляки (Польща)
Теляки (пол. Telaki) — село в Польщі, у гміні Косув-Ляцький Соколовського повіту Мазовецького воєводства.
Населення — 607 осіб (2011).
У 1975-1998 роках село належало до Седлецького воєводства.

## Демографія
Демографічна структура станом на 31 березня 2011 року:
|          | Загалом | Допрацездатний вік | Працездатний вік | Постпрацездатний вік |
| -------- | ------- | ------------------ | ---------------- | -------------------- |
| Чоловіки | 302     | 61                 | 210              | 31                   |
| Жінки    | 305     | 58                 | 158              | 89                   |
| Разом    | 607     | 119                | 368              | 120                  |